# Централізована бібліотечна система
Централізована бібліотечна система, ЦБС — об'єднання бібліотек за адміністративно-територіальним принципом у єдине структурно-цілісне утворення для найбільш ефективного використання бібліотечних ресурсів району або міста. До складу ЦБС входить центральна районна (міська) бібліотека, районна (міська) бібліотека для дітей та бібліотеки, що розташовані в межах адміністративного району (міста) на правах філій.
Об'єднуватися у централізовані бібліотечні системи можуть публічні, спеціальні та спеціалізовані бібліотеки.
Керівники централізованих бібліотечних систем призначаються на посаду шляхом укладення з ними контракту на п'ять років за результатами конкурсу.